# Ychoux
Ychoux (gaskonsko Ishós) je naselje in občina v francoskem departmaju Landes regije Akvitanije. Naselje je leta 2009 imelo 1.924 prebivalcev.

## Geografija
Kraj leži v pokrajini Gaskonji 70 km severozahodno od Mont-de-Marsana.

## Uprava
Občina Ychoux skupaj s sosednjimi občinami Biscarrosse, Gastes, Parentis-en-Born, Sainte-Eulalie-en-Born in Sanguinet sestavlja kanton Parentis-en-Born s sedežem v Parentisu. Kanton je sestavni del okrožja Mont-de-Marsan.

## Zanimivosti
- gotska cerkev Notre-Dame de Ychoux iz 16. stoletja;